# Гендлер, Хана Григорьевна
Хана Григорьевна Гендлер (Ханелэ Гендлер; 1901—1987) — еврейская актриса.
Родом из Белостока. Актриса Габимы с 1919 года. Её творческая биография связана с этим театром около полувека.
Её сценография включает такие постановки как Любовь к Сиону, Трехгрошовая опера, Уриэль Д'Акоста, Вишневый сад, Дядя Ваня, Евангелие, Венецианский купец, Мечта Якова, Тартюф, Колдовство, Тевье-молочник, Макбет, Волшебная флейта, Сон в летнюю ночь и много других.
Муж — известный актёр Цви Фридланд, дочь — актриса Габимы Далия Фридланд.
Далия Фридланд:
Когда Хане Гендлер было 17 лет, она узнала о театральной студии, куда набирали актеров, владеющих ивритом. Чтобы казаться более взрослой, мама надела жакет своей тетки. На прослушивании она читала отрывок из знаменитой поэмы Х.-Н. Бялика «Птица». Хана Ровина, в ту пору ей уже было чуть более 30 лет, спросила: «Кто эта маленькая девочка?». Маму приняли и называли Ханеле, чтобы отличать от Ханы Ровиной.
В Израиле установлена мемориальная доска, посвященная супружеской чете Цви Фридланду и Хане Гендлер:

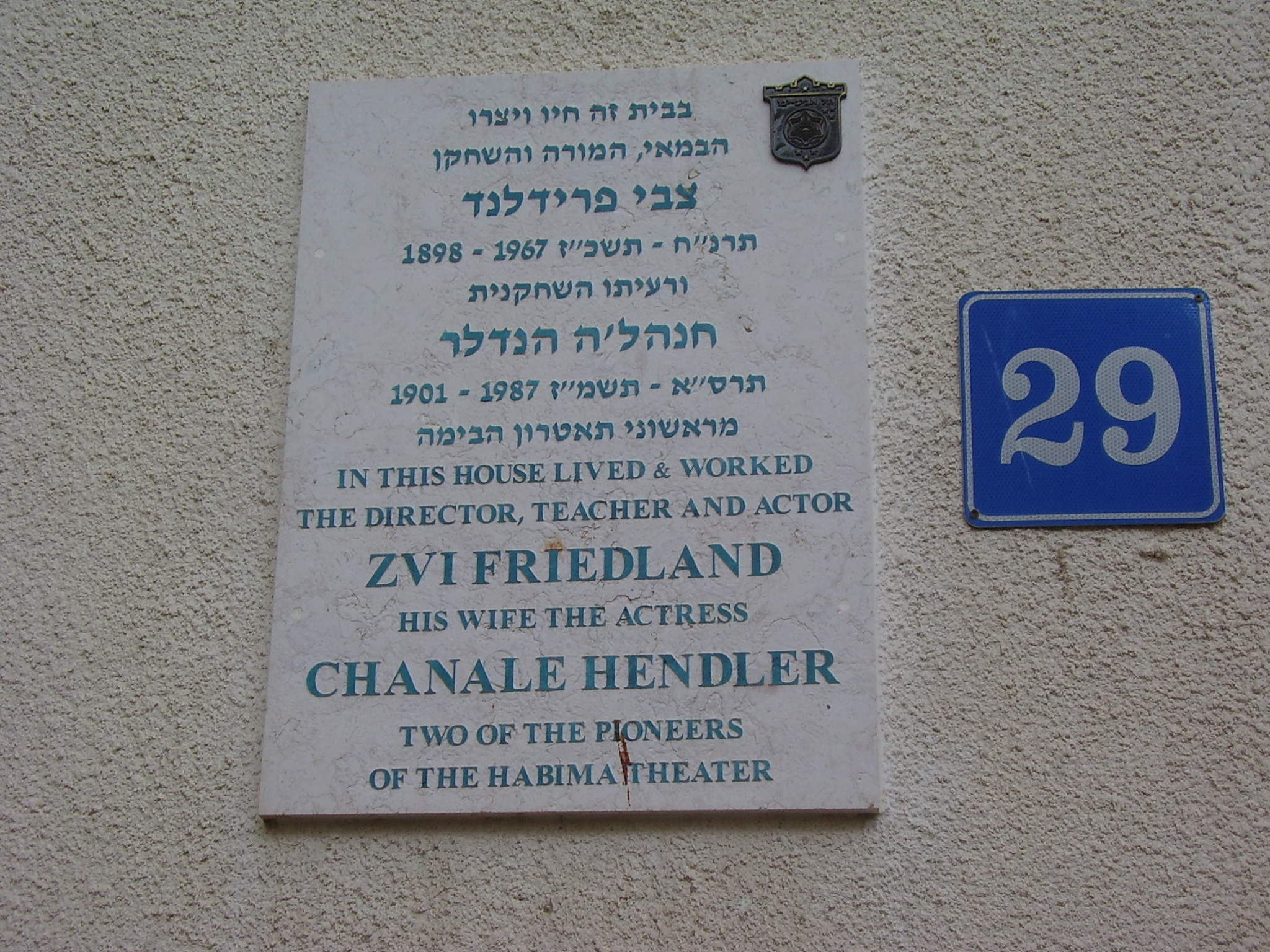

В этом доме жили и работали директор театра и актёр Цви Фридланд, и его жена, актриса Ханалэ Гендлер, пионеры Театра Габима.

## Театральные работы
- 1918 — Старшая сестра по Ш. Ашу — прислуга
- 1922 — Гадибук по С. Анскому — Бабче[2]
- Наоми[3]
- Любовь аннуитета
- Любовь к Сиону — Мааха
- Трехгрошовая опера — Тролль